# Matthew Eden
Pour les articles homonymes, voir Eden.
Matthew Eden est un écrivain et un correspondant de presse canadien, auteur de roman d'espionnage et de roman noir.

## Biographie
Selon certaines sources,, il s'agirait d'un pseudonyme du journaliste canadien Don Newnham qui aurait été correspondant et chroniqueur, dès les années 1950, du journal anglophone The Montreal Star qui cesse d'être publié en 1979.
En 1968, dans La Petite Guerre (War Is Masquerade), Matthew Eden crée le personnage de Marc Savage (rebaptisé Mark dans les éditions françaises), un ancien espion américain devenu un correspondant en Europe d'une chaîne de six journaux, mais travaillant à l'occasion pour ses anciens employeurs. Pour Claude Mesplède, « dans chacun de ses récits, Eden utilise des procédés romanesques à l'opposé des poncifs du genre : la violence est réduite au strict minimum, les intrigues reposent sur des situations vraisemblables et le personnage de Savage est un pacifiste qui lutte pour le désarmement ». 
En 1973, il publie Le Dindon (Trail of a Stalking Horse) « un excellent roman noir ». 

## Œuvre

### Romans

#### SérieMark Savage
- War Is Masquerade (1968) Publié en français sous le titre La Petite Guerre, Paris, Éditions Gallimard, coll. « Série noire » no 1264 (1969)
- Countdown to Crisis (1968)
- Mockery Is the Victory (1968) Publié en français sous le titre Les Marrons de la farce, Éditions Gallimard, coll. « Série noire » no 1246 (1969)
- Dangerous Exchange (1969)
- Flight of Hawks (1969) Publié en français sous le titre Vol de rapaces, Éditions Gallimard, coll. « Série noire » no 1294 (1969)
- The Man Who Fell (1970)
- The Gilt-Edged Traitor (1970) Publié en français sous le titre Traître sur mesure, Éditions Gallimard, coll. « Série noire » no 1381 (1970)  (ISBN 2-07-048381-9)
- Conquest Before Autumn (1971) Publié en français sous le titre À coups de poker, Éditions Gallimard, coll. « Série noire » no 1420 (1971)  (ISBN 2-070-48420-3)
- Hunt in a Full Circle (1972) Publié en français sous le titre La boucle est bouclée, Éditions Gallimard, coll. « Série noire » no 1536 (1972)  (ISBN 2-070-48536-6)
- The Week of the Sword (1974) Publié en français sous le titre Sept Jours à tuer, Éditions Gallimard, coll. « Série noire » no 1704 (1975)  (ISBN 2-07-048704-0)

#### Autres romans
- A Choice of Hasards (1971) Publié en français sous le titre Barbousades, Éditions Gallimard, coll. « Série noire » no 1491 (1972)  (ISBN 2-070-48491-2)
- Trail of a Stalking Horse (1973) Publié en français sous le titre Le Dindon, Éditions Gallimard, coll. « Série noire » no 1568 (1973)  (ISBN 2-07-048568-4)
- Document of the Last Nazi (1979)
- The Murder of Lawrence of Arabia (1979)

## Sources
: document utilisé comme source pour la rédaction de cet article.
- Claude Mesplède (dir.), Dictionnaire des littératures policières, vol. 1 : A - I, Nantes, Joseph K, coll. « Temps noir », 2007, 1054 p. (ISBN 978-2-910-68644-4, OCLC 315873251), p. 653-654